# Aethocauda serrapicis
Aethocauda serrapicis är en insektsart som beskrevs av Williams 1976. Aethocauda serrapicis ingår i släktet Aethocauda och familjen Derbidae. Inga underarter finns listade i Catalogue of Life.